# Volvo V40 (2012)
Volvo V40 – samochód osobowy klasy kompaktowej produkowany przez szwedzką markę Volvo w latach 2012–2019.

## Historia i opis modelu

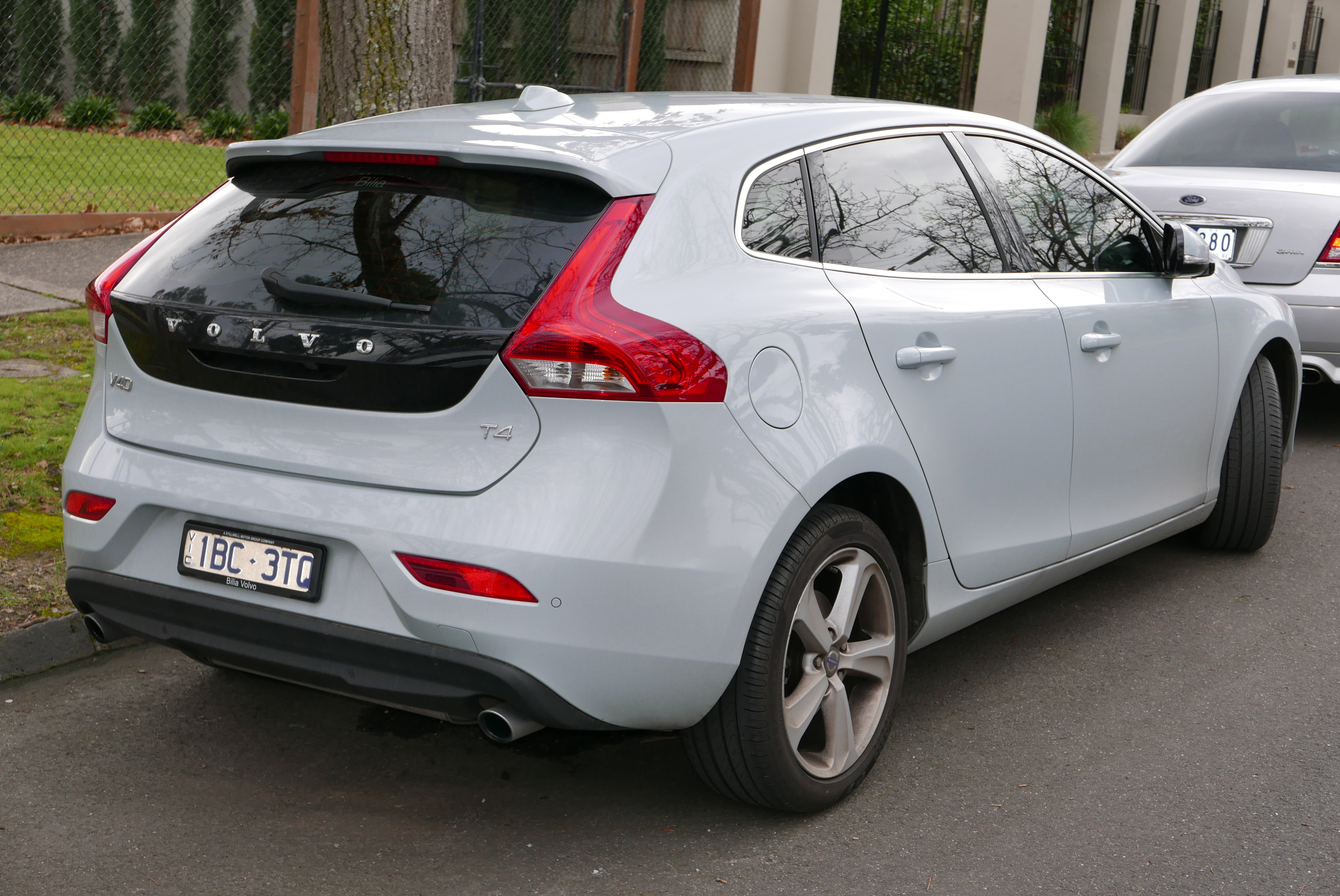
Volvo V40 - tył

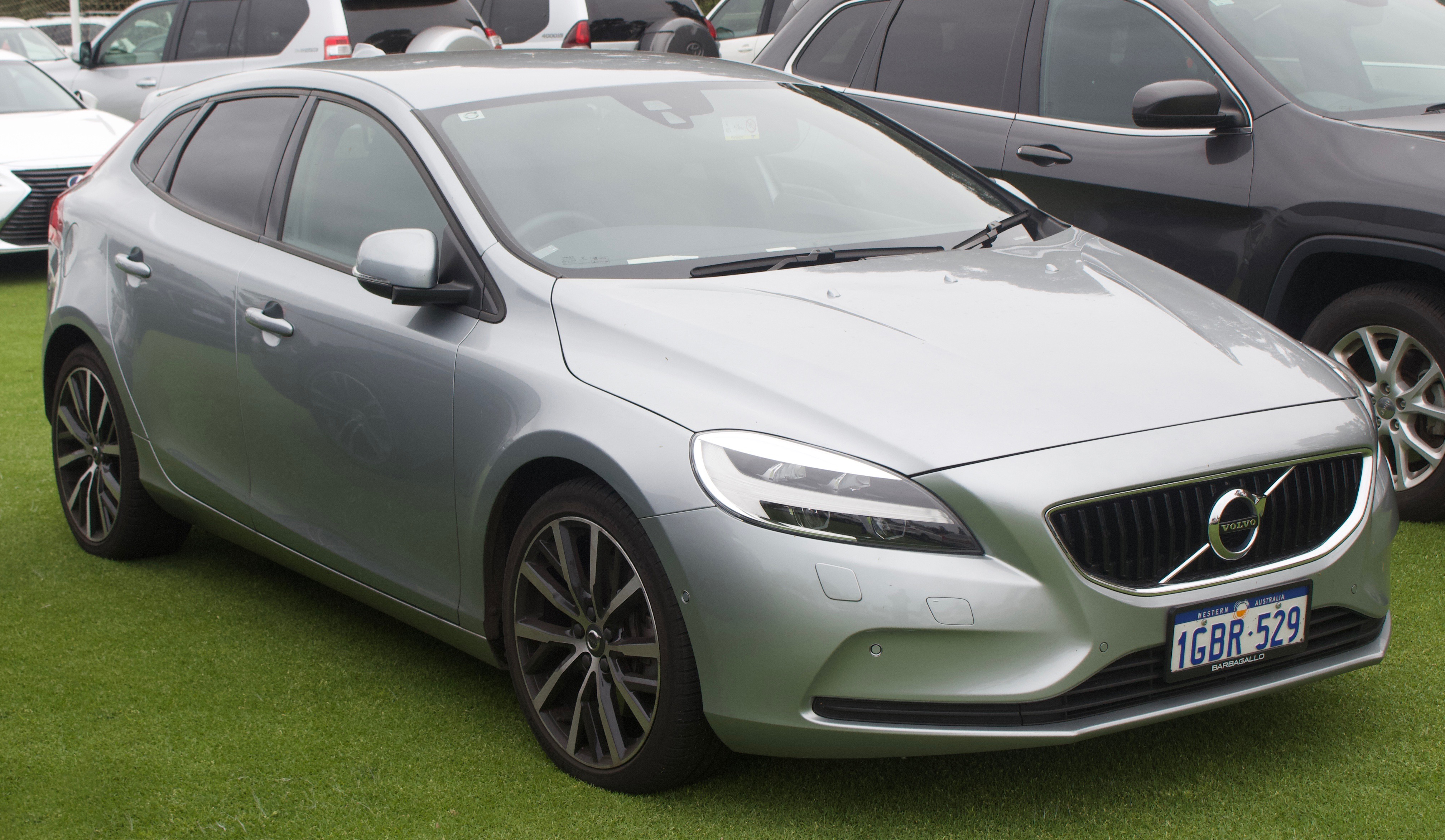
Volvo V40 po liftingu

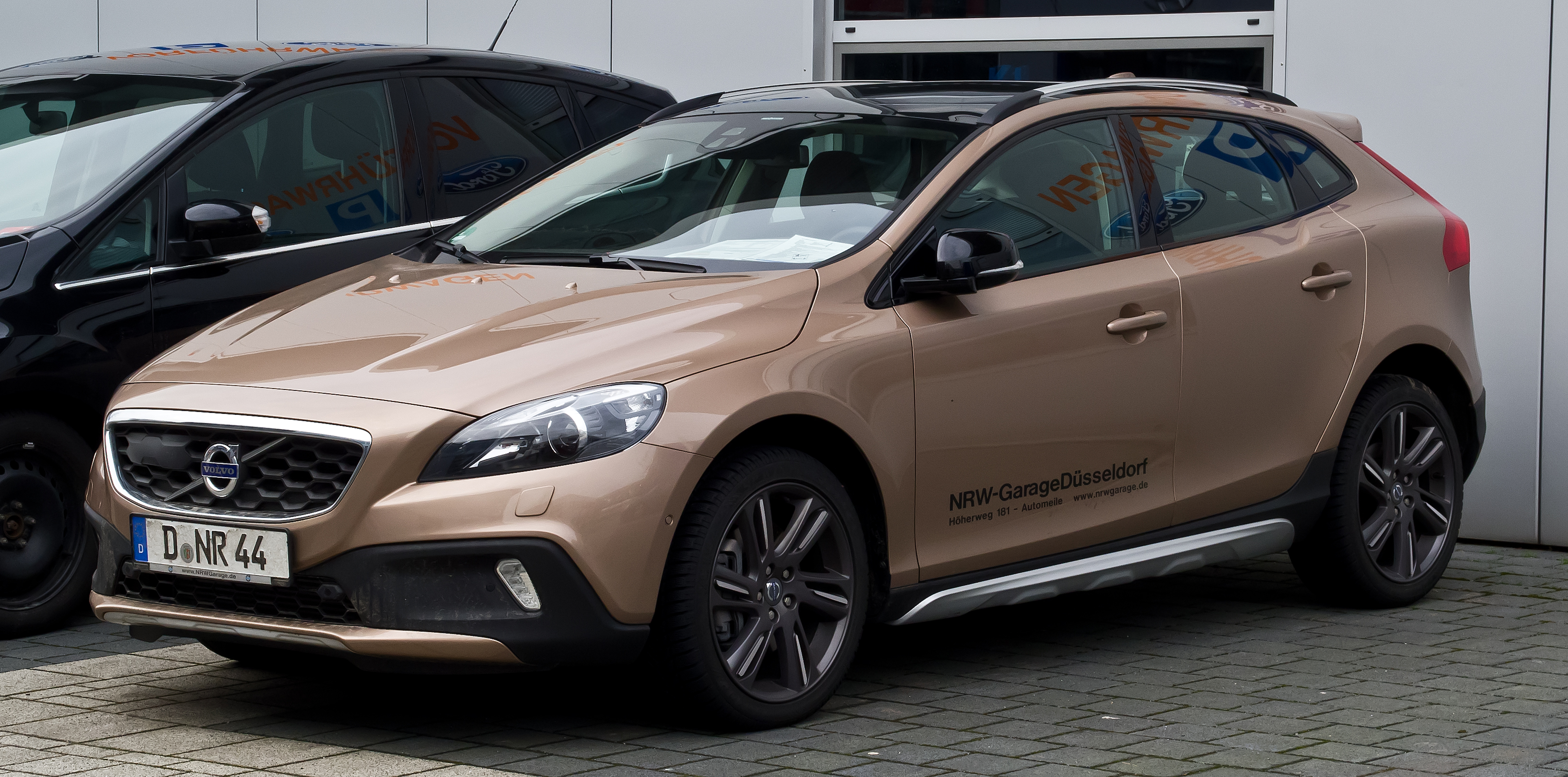
Volvo V40 Cross Country

Auto zostało po raz pierwszy zaprezentowane podczas targów motoryzacyjnych w Genewie w 2012 roku. Pojazd jest ostatnim modelem marki zaprojektowanym przed przeniesieniem przedsiębiorstwa do chińskiego koncernu Geely Automobile. Auto zbudowane zostało na bazie płyty podłogowej trzeciej generacji Forda Focusa - C1, która użyta była również do stworzenia modelu C30.
Samochód jest pierwszym w historii marki modelem, który wyposażony został w poduszkę powietrzną dla pieszych. W 2016 roku auto przeszło skromny face lifting. Pojazd otrzymał zupełnie nowe przednie reflektory wykonane w technologii LED, które otrzymały wypełnienie motywem „młota Thora” oraz przeprojektowaną atrapę chłodnicy z nowym logo marki. Do listy wyposażenia pojazdu dodano system filtrowania powietrza Clean Zone.
W plebiscycie na Europejski Samochód Roku 2013 model zajął 3. pozycję (za VW Golfem VII i Subaru BRZ/Toyotą GT86).

### Koniec produkcji
Produkcja Volvo V40 zakończyła się po 7 latach, w lipcu 2019 roku. Wbrew wcześniejszym doniesieniom samochód nie otrzymał następnej generacji. Oznacza to, że po wieloletniej obecności w klasie kompaktowej szwedzka marka trwale wycofała się z tego segmentu. Pośrednim następcą może zostać SUV Coupe oparty na modelu XC40, który zadebiutuje nie wcześniej, niż w 2021 roku.

### Wersje wyposażeniowe
- Base
- Kinetic
- Momentum
- Summum
- R-Design
- Cross Country
- Ocean Race

W skład wyposażenia standardowego Volvo V40 wchodzą m.in. system City-Safety, który wspomaga hamowanie przed przeszkodą przy prędkości poniżej 50 km/h, 6 poduszek powietrznych, dwie poduszki boczne, kurtyny gazowe, poduszka powietrzna chroniąca kolana kierowcy, poduszka powietrzna chroniąca pieszego, strefy kontrolowanego zgniotu wykonane ze stali borowej UHSS, sygnalizacja niezapiętych pasów bezpieczeństwa dla wszystkich miejsc, autoalarm Volvo Guard z czujnikiem przechyłu oraz ruchu, immobilizer ze zmiennym kodem, układ kontroli stabilności dynamicznej kontroli trakcji (DSTC), system zabezpieczeń przed skutkami uderzeń bocznych (SIPS), system zabezpieczeń przed urazami kręgosłupa szyjnego (WHIPS), ABS z elektronicznym rozdziałem siły hamowania (EBD), system kontroli trakcji w zakręcie (CTC), oświetlenie asekuracyjne (Home Safe), układ wspomagania nagłego hamowania (EBA) z systemem ostrzegania innych użytkowników o gwałtownym hamowaniu (EBL), układ stabilizacji przechyłu (RSC), zdalnie sterowany centralny zamek, ISOFIX, boczne światła obrysowe, szyby o zmniejszonej przenikliwości światła o zielonym zabarwieniu, układ szybkiego nagrzewania wnętrza, system recyrkulacji powietrza, elektrycznie regulowane i podgrzewane lusterka, elektronicznie sterowana klimatyzacja automatyczna ECC, PERFORMANCE 5" kolorowy wyświetlacz LCD, 6 głośników, złącze AUX, światła do jazdy dziennej wykonane w technologii LED oraz wielofunkcyjną kierownicę.
W zależności od wersji auto wyposażyć można m.in. w elektronicznie sterowany napęd na obie osie AWD, sportowe zawieszenie, dwustrefową klimatyzację, elektrycznie podgrzewaną przednią i tylną szybę, podgrzewane przednie i tylne siedzenia, pełny dostęp bezkluczykowy, audio HIGH PERFORMANCE, audio firmy Harman Kardon, 7" kolorowy wyświetlacz LCD, 8 głośników, złącze USB, zestaw głośnomówiący Bluetooth, tuner radia cyfrowego DAB, cyfrowy tuner TV, przednie i tylne czujniki parkowania, asystenta automatycznego parkowania (PAP), kamerę cofania, system rozpoznawania znaków drogowych (RSI), układ utrzymywania pasa ruchu (LKA), ostrzeganie o ryzyku kolizji z rozpoznawaniem pieszych i rowerzystów z pełnym automatycznym hamowaniem, funkcję wspomagania jazdy w korkach, funkcję ostrzegania o zbyt małej odległości od poprzedzającego pojazdu, system BLIS - układ monitorujący “martwe pola” widoczności z układem ostrzegającym o zbliżających się obiektach podczas wyjeżdżania tyłem (CTA), czujnik deszczu, tempomat (także aktywny), elektrycznie składane lusterka zewnętrzne, fotochromatyczne lusterko wewnętrzne, fotochromatyczne lusterka zewnętrzne, skrętne reflektory biksenonowe ABL, automatyczny system świateł drogowych (AHB), układ oczyszczania reflektorów, okno dachowe (nieotwierane), 8" adaptacyjny wyświetlacz cyfrowy zegarów Active TFT, skórzaną tapicerkę, elektrycznie sterowany fotel kierowcy i pasażera z pamięcią ustawień w kluczyku, regulację odcinka lędźwiowego w fotelu kierowcy i pasażera, składane oparcie fotela pasażera, podświetlaną dźwignię zmiany biegów oraz pakiet dodatkowego oświetlenia wnętrza pojazdu wykonany w technologii LED.

### Silniki
| Silnik                | Pojemność skokowa [cm³] | Typ silnika        | Moc maksymalna [KM] (kW) przy obr./min | Maks. moment obrotowy [Nm] przy obr./min   | Przyspieszenie 0-100 km/h [s] | Prędkość maks. [km/h]            | Średnie zużycie paliwa [l/100km] | Emisja CO2 [g/km]  |                    |                    |                    |
| Silniki benzynowe:    | Silniki benzynowe:      | Silniki benzynowe: | Silniki benzynowe:                     | Silniki benzynowe:                         | Silniki benzynowe:            | Silniki benzynowe:               | Silniki benzynowe:               | Silniki benzynowe: | Silniki benzynowe: | Silniki benzynowe: | Silniki benzynowe: |
| --------------------- | ----------------------- | ------------------ | -------------------------------------- | ------------------------------------------ | ----------------------------- | -------------------------------- | -------------------------------- | ------------------ | ------------------ | ------------------ | ------------------ |
| T3                    | 1.6 (1596) Turbo        | R4                 | 150 / 5700                             | 240 (chwilowo 270 z overboost) / 1600-4000 | 8,7                           | 210 (ograniczona elektronicznie) | 5,8                              | 134                |                    |                    |                    |
| T4                    | 1.6 (1596) Turbo        | R4                 | 180 / 5700                             | 240 (chwilowo 270 z overboost) / 1600-5000 | 7,7 automat: 8,5              | 210 (ograniczona elektronicznie) | 5,9 automat: 6,4                 | 138 automat: 149   |                    |                    |                    |
| T5                    | 2.5 (2497) Turbo        | R5                 | 254 / 5400                             | 360 / 1800-4200                            | 6,1 AWD: 6,4                  | 210 (ograniczona elektronicznie) | 7,6 AWD: 8,3                     | 178 AWD: 194       |                    |                    |                    |
| Silniki wysokoprężne: |                         |                    |                                        |                                            |                               |                                  |                                  |                    |                    |                    |                    |
| D2 D4162T             | 1.6 (1560) Turbo        | R4                 | 115 / 3600                             | 270 / 1750-2500                            | 11,9 automat: 12,1            | 190                              | 3,7                              | 94                 |                    |                    |                    |
| D2 D4204T13 D4204T8   | 2.0 (1969) Turbo        | R4                 | 120 / 3750                             | 280 / 1500-2250                            | b/d                           | b/d                              | b/d                              | b/d                |                    |                    |                    |
| D3 D5204T6            | 2.0 (1984) Turbo        | R5                 | 150 / 3500                             | 350 / 1500-2750                            | 9,6 automat: 9,3              | 210 (ograniczona elektronicznie) | 4,4 automat: 5,2                 | 117 automat: 136   |                    |                    |                    |
| D3 D4204T16 D4204T9   | 2.0 (1969) Turbo        | R4                 | 150 / 3750                             | 320 / 1750                                 | b/d                           | b/d                              | b/d                              | b/d                |                    |                    |                    |
| D4 D5204T4            | 2.0 (1984) Turbo        | R5                 | 177 / 3500                             | 400 / 1750-2750                            | 8,6 automat: 8,3              | 210 (ograniczona elektronicznie) | 4,4 automat: 5,2                 | 117 automat: 136   |                    |                    |                    |
| D4 D4204T14           | 2.0 (1969) Turbo        | R4                 | 190 / 4250                             | 400 / 1750-2500                            | b/d                           | b/d                              | b/d                              | b/d                |                    |                    |                    |